# Дегуманизация искусства
«Дегуманизация искусства» (исп. La deshumanización del arte) — наиболее известный труд по эстетике испанского философа Хосе Ортеги-и-Гассета, представляющий теорию модернизма в искусстве, активную апологию художественных форм, в большинстве своем элитарных, противопоставленных требованиям толпы. Впервые издан в 1925 году.

## Общая характеристика
В данном труде философ исследует вопросы эстетики через призму социального восприятия искусства обществом. Ортега поднимает вопросы восприятия и разделяет две группы созерцающих. Это связано с тем, что из-за тенденций существовавшей ранее эпохи реализма в искусстве, реципиенту довольно трудно отделить искусство от части жизни, тем самым перестроить свое восприятие для «нового» искусства.
«Значит, произведения искусства действуют подобно социальной силе, которая создает две антагонистические группы, разделяет бесформенную массу на два различных стана людей».
В связи с этим выделяется два типа искусства: для меньшинства (« условное», «идеалистическое», то есть художественное) и большинства («реалистическое» и «сатирическое» искусство). Также философ характеризует искусство модернизма (новое искусство) как разделяющее публику на тех, кто понимает и не понимает его, поскольку данное искусство является  «чисто художественным». Однако «слепая прихоть нашего индивидуального вкуса»  может нас разделить среди тех и других. Восприятие нового искусства  группой «большинства» Ортега описывает как процесс созерцания реципиентом предмета искусства через свою субъективную призму. Как  человека, который смотрит на сад через окно. Проблема восприятия кроется за тем фактом, что «большинство» не будет придавать значение тому, что оно созерцает сад через призму.

## Эстетическое наслаждение
Ортега указывает на то, что «большинство» испытывает эстетическое наслаждение в том случае, если произведение искусства дает им отклик в обыденной жизни, когда произведение взывает к «иллюзии жизненности». Из этого следует, что «большинство» не может  отдаться чистому созерцанию предмета искусства. Любой объект оно внедряет и примеряет к своей жизни, и если же объект не вписывается в нее, то он не считается одобренным. И искусство в таком случае является «совокупностью средств, которыми достигается контакт со всем, что есть в человеческом бытии». Реципиент не воспринимает искусство тогда, когда он сталкивается с художественностью без привычного для них человеческого материала.
В связи с этим, Ортега критикует натуралистическое и реалистическое направления в искусстве, поскольку, «чтобы наслаждаться ими вовсе не обязательно быть чувствительным к неочевидному и прозрачному миру, что подразумевает художественная восприимчивость».